# Žežice (Chuderov)
Žežice (německy Seesitz) je vesnice, část obce Chuderov v okrese Ústí nad Labem. Nachází se asi dva kilometry východně od Chuderova. V roce 2011 zde trvale žilo 98 obyvatel.
Žežice leží v katastrálním území Žežice u Chuderova o rozloze 4,67 km².

## Historie
První písemná zmínka o vesnici pochází z roku 1352.

## Obyvatelstvo
Při sčítání lidu v roce 1921 zde žilo 169 obyvatel (z toho 79 mužů), z nichž byl jeden Čechoslovák, 165 Němců a tři cizinci. Kromě jednoho evangelíka se hlásili k římskokatolické církvi. Podle sčítání lidu z roku 1930 měla vesnice 164 obyvatel: devět Čechoslováků, 153 Němců a dva cizince. Kromě pěti lidí bez vyznání a jednoho evangelíka byli římskými katolíky.
| | 1869 | 1880 | 1890 | 1900 | 1910 | 1921 | 1930 | 1950 | 1961 | 1970 | 1980 | 1991 | 2001 | 2011 |
| --- | ---- | ---- | ---- | ---- | ---- | ---- | ---- | ---- | ---- | ---- | ---- | ---- | ---- | ---- |
| Obyvatelé | 262  | 292  | 279  | 323  | 311  | 288  | 283  | 165  | 126  | 93   | 72   | 67   | 84   | 98   |
| Domy | 54   | 55   | 55   | 56   | 59   | 59   | 61   | 60   | .    | 19   | 19   | 21   | 22   | 28   |
| Počet domů z roku 1961 je zahrnut v celkovém počtu domů obce Chuderov. Tabulka zahrnuje údaje osady Mlýniště a ZSJ Solovusky. |      |      |      |      |      |      |      |      |      |      |      |      |      |      |

## Pamětihodnosti
- Kostel svatých Petra a Pavla, doložený roku 1352, stojí v dolní části vesnice při průjezdní silnici. V západní věži kostela se nacházely nejméně tři zvony, z nichž zde zbyl pouze jediný středověký zvon s obtížně čitelným nápisem. Doložen je zde zvon z roku 1520 od mistra Tomáše z Litoměřic a zvon z roku 1598.[8] V sanktusníku kostela zvon z roku 1925 od Rudolfa Pernera.
- Krucifix